# Joel Robbin
Joel William Robbin (* 28. Mai 1941 in Chicago, Illinois) ist ein US-amerikanischer Mathematiker.
Robbin studierte an der University of Illinois mit dem Bachelor-Abschluss 1962 sowie an der Princeton University mit dem Master-Abschluss 1964 und der Promotion 1965 bei Alonzo Church mit einer Dissertation in mathematischer Logik (Subrecursive Hierarchies). Als Post-Doktorand war er 1965 bis 1967 Instructor in Princeton. 1967 wurde er Assistant Professor und 1973 Professor an der University of Wisconsin–Madison.
Robbin begann in Mathematischer Logik (und schrieb darüber ein Lehrbuch), wechselte dann aber zu Dynamischen Systemen (in der Folge der Arbeiten von Stephen Smale) und später zu Symplektischer Geometrie und Topologie, wobei er unter anderem mit Dietmar Salamon veröffentlichte.
Er programmierte eine freie Version eines (kleinen) Teils von MATLAB (genannt MINI MatLab), die er später in die Programmiersprache Java portierte. Er veröffentlichte ein Buch über Matrixalgebra mit MINI Matlab.
Er ist Fellow der American Mathematical Society.

## Schriften
- mit Ralph Abraham: Transversal mappings and flows. Benjamin, New York NY u. a. 1967.
- Mathematical Logic. A first course. Benjamin, New York NY u. a. 1969.
- On structural stability. In: Bulletin of the American Mathematical Society. Band 76, Nr. 4, 1970, S. 723–726, doi:10.1090/S0002-9904-1970-12521-6.
- Matrix algebra. Using MINImal MATlab. A. K. Peters,  Wellesley MA 1995, ISBN 1-56881-024-5.
- mit H. Jerome Keisler: Mathematical Logic and Computability. McGraw-Hill, New York NY u. a. 1996, ISBN 0-07-912931-5.